# Jingtan
Jingtan (egyszerűsített kínai írással: 鹰潭市, pinjin: Yīngtán) prefektúra szintű város Kínában, Csianghszi tartományban. Lakosainak száma 1 154 223 fő (2020).

## Népesség
| 2018 | 1 175 000 |
| 2020 | 1 154 223 |